# Naiane Pereira
Naiane Fragoso Pereira (Santa Maria, 5 de julho de 1983) é uma canoísta brasileira.
Integrou a delegação nacional que disputou os Jogos Pan-Americanos de 2011, em Guadalajara, no México. Foi um dos destaques da participação brasileira nos Jogos Sul-Americanos de 2010, em Medellín, na Colômbia, sendo o membro da equipe brasileira que mais ganhou medalhas na competição (oito, no total, sendo quatro de outro, uma de prata e três de bronze).
Em 2006 recebeu o título de melhor atleta brasileira do ano – o Prêmio Brasil Olímpico – na canoagem velocidade.